# Rio Upano
O rio Upano (ou Tuna Shira na língua dos shuaras) é um curso d'água que nasce nas montanhas dos Andes e atravessa a floresta amazônica equatoriana. Tem seu uso local para a pesca e suas corredeiras se prestam à prática do rafting e passeios de caiaque desde Macas. O rio é conhecido pelos achados fósseis, praias de areia e águas termais. Possui atrativos turísticos variados especialmente em Logroño.
Seu curso banha as localidades de Nueve de Octubre, San Luís, Cebadas e as cidades de Macas e Sucúa, onde um mirante permite uma visualização de suas corredeiras, que servem para a prática esportiva de aventura, onde a floresta mantém sua exuberância original. Essas localidades contribuem para a poluição de suas águas, um dos principais problemas ambientais do rio. Em Sucúa há sítios arqueológicos com petróglifos.
O rio é famoso pela prática do rafting, sendo considerado um dos dez melhores destinos na modalidade segundo o site Terra, que informa possuir "corredeiras de nível III a IV, com cânions e cachoeiras no caminho".
Em janeiro de 2024 foi anunciada a descoberta de pesquisa com tecnologia LiDAR no vale do Upano dos que podem ser os mais antigos assentamentos humanos na Amazônia, datados de cerca de 500 a.C., possuindo ainda uma complexa rede de estradas, e que foram usadas até cerca do ano 600.

## Imagens

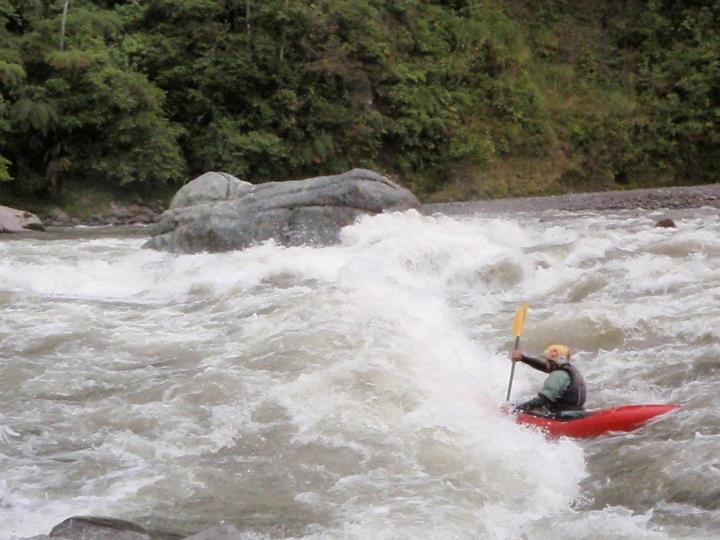
Caiaque no Upano, em Sucúa
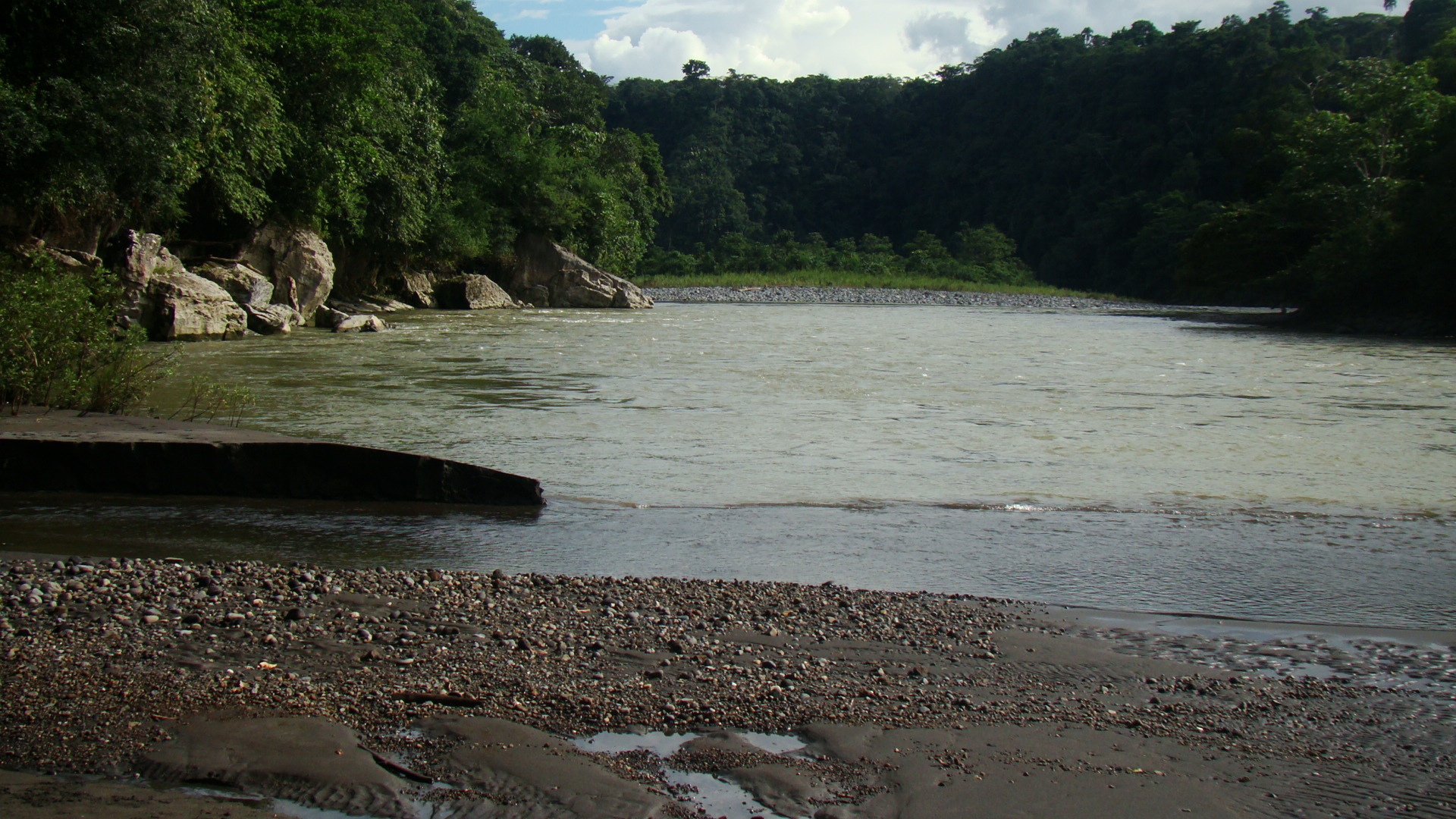
Praia junto à Caverna de las Cascadas
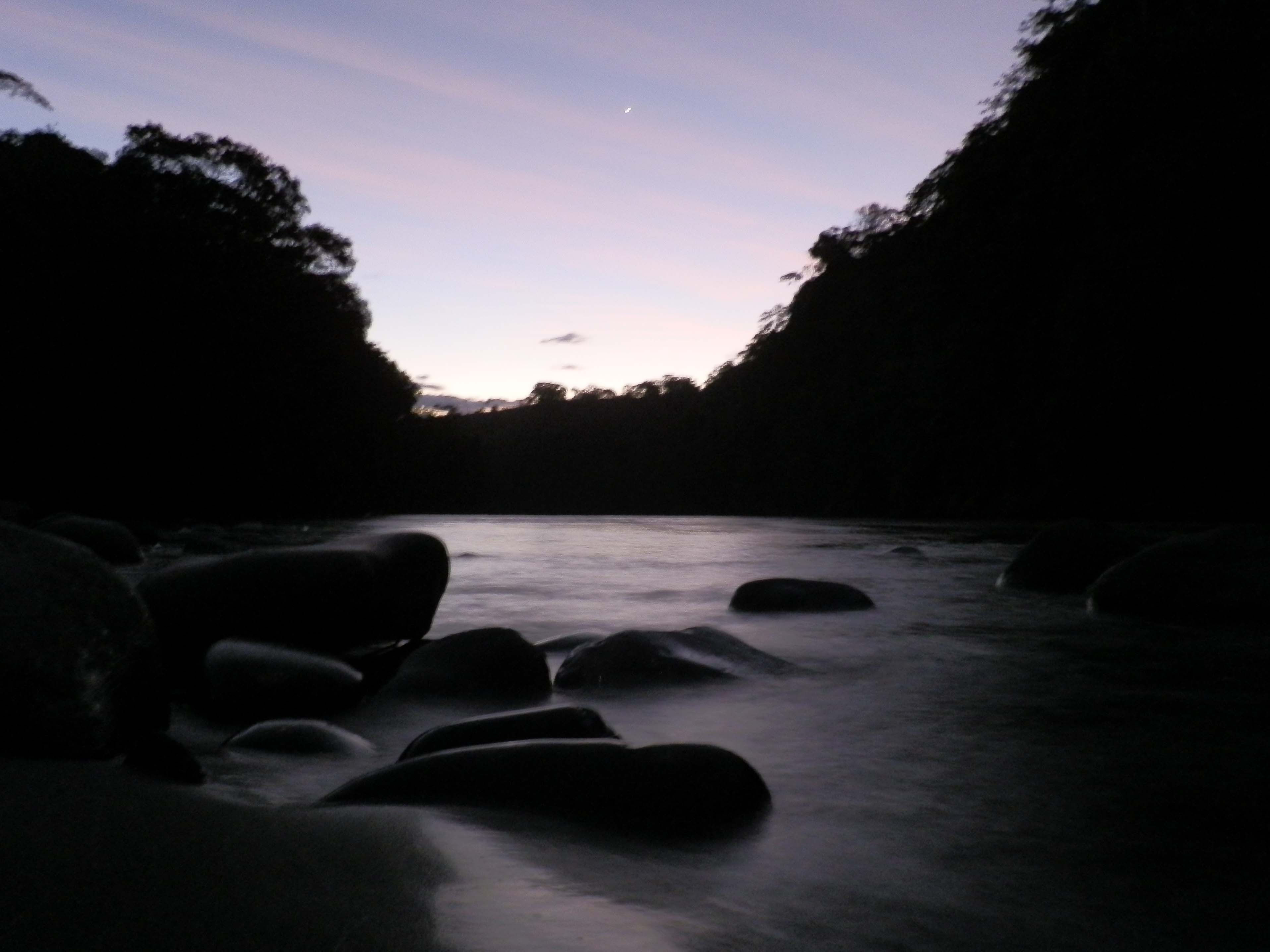
Águas termais do Rio Upano, Logroño